# Les Films Paul Grimault
Les Films Paul Grimault est un studio de production créé en 1952, après la rupture entre Paul Grimault et André Sarrut.

## Histoire
Après la dispute des deux compères, Paul Grimault crée son propre studio, il crée des films d'auteur, publicitaire, moyen métrage et long-métrage. Plusieurs animateurs sont venus faire des courts-métrages, par exemple René Laloux (deux courts-métrages). Paul Grimault apprend à plusieurs jeunes gens l'art de l'animation française, par exemple Jean-François Laguionie et Jacques Colombat, à tous ceux à qu'il a appris l'animation, ont tous fait leur premier court-métrage dans le studio.
La société a été dissoute en 2016.

## Filmographie

### Long métrage
- Le Roi et l'Oiseau adapté par Jacques Prévert du conte La Bergère et le Ramoneur de Hans Christian Andersen
- La Table tournante

### Court métrage
- 1950 : La Légende de la soie de Paul Grimault
- 1952 : Pierres oubliées de Paul Grimault
- 1956 : Enrico cuisinier de Paul Grimault et Pierre Prévert
- 1957 : La Faim du monde (réalisé pour l'UNESCO) de Paul Grimault
- 1967 : La Demoiselle et le Violoncelliste de Jean-François Laguionie
- 1969 : Une bombe par hasard...de Jean-François Laguionie
- 1970 : Le Diamant de Paul Grimault
- 1973 : Le Chien mélomane de Paul Grimault
- Plage privée de Jean-François Laguionie
- Les Dents du singe de René Laloux
- Les Temps morts de René Laloux
- La Tête de Svetlana Baskova
- La Tartelette de Jacques Colombat
- Le Petit Claus et le Grand Claus de Pierre Prévert, d'après Grand Claus et Petit Claus de Hans Christian Andersen
- Chasseurs pécheurs et Les Sportifs de la Préhistoire (films pilotes pour la télévision)
- Séquences d'animation pour la pièce de théâtre C'est la guerre, monsieur Gruber.

## Maintenant
Depuis la mort de Paul Grimault, il n'y a plus de nouveau court-métrage sorti, le studio a permis la sortie en 2002 et 2003 d'un documentaire sur la vie du réalisateur, ainsi que la rénovation du film Le Roi et l'Oiseau. Désormais, il ne s'occupe que des ventes des produits. Il est dirigé par les enfants de l'auteur.